# Mechanische Werkstätten Harkort & Co.

Mechanische Werkstätten um 1834, Gemälde von Alfred Rethel

Die Mechanischen Werkstätten Harkort & Co. in Wetter an der Ruhr waren ein Vorläufer der Demag.

## Geschichte

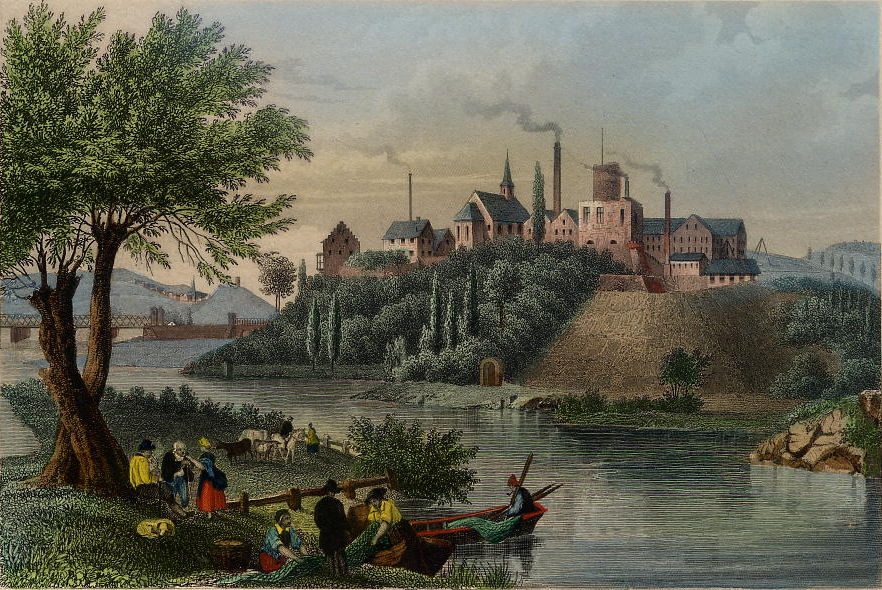
Wetter an der Ruhr mit Ansicht der mechanischen Werkstätten Harkort & Comp. um 1839/1840, Stich von Carl Schlickum

### Gründung

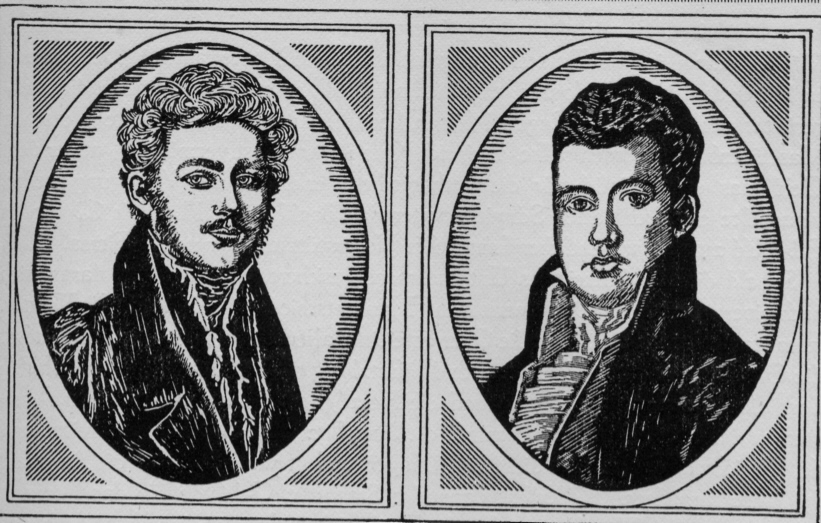
Friedrich Harkort und Heinrich Kamp

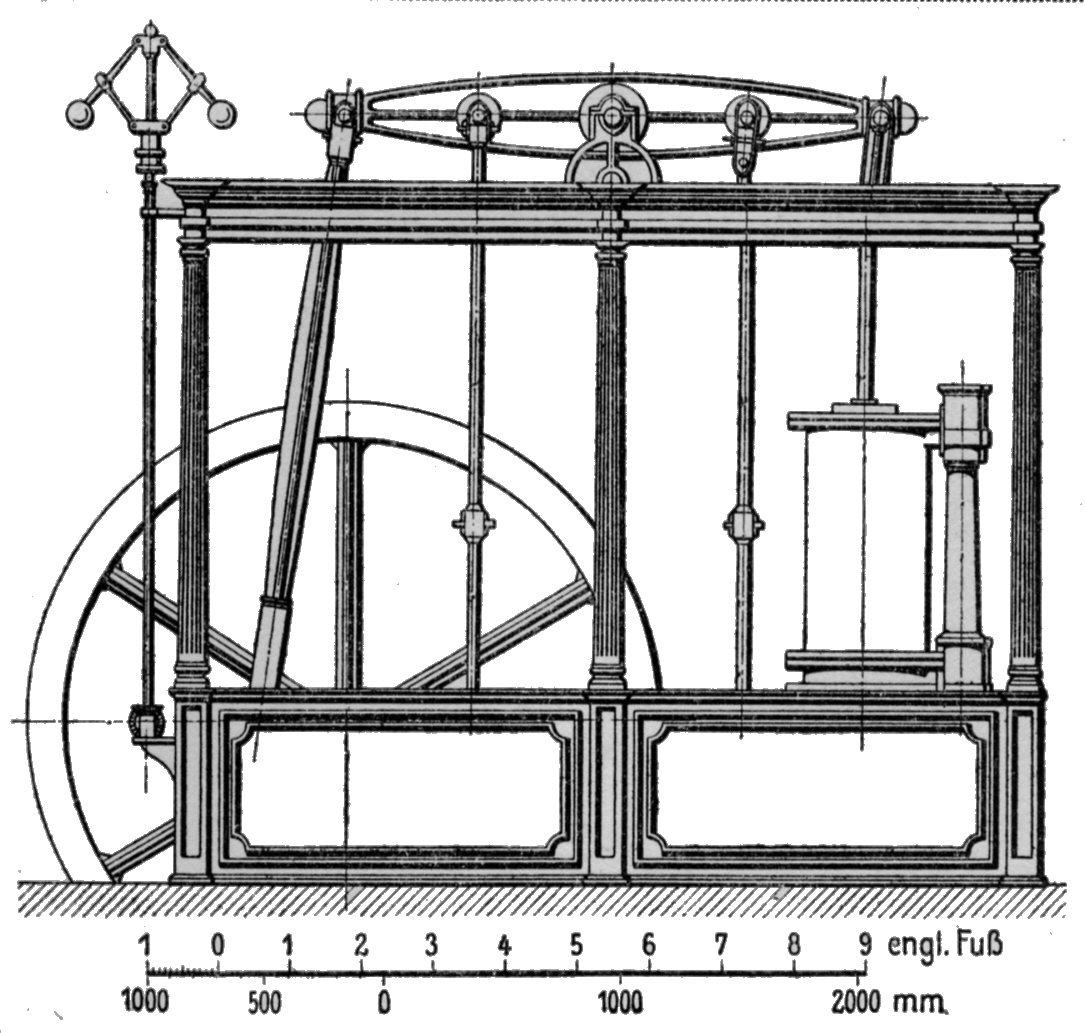
Bauart der ersten Dampfmaschine 1821

Die Ursache für die Gründung der Mechanischen Werkstätten liegt in England, in der industriellen Revolution, die sich dort im ausgehenden 18. Jahrhundert durch die Erfindung der Dampfmaschine und der Entwicklung moderner Maschinenfabriken gezeigt hatte. Heinrich Kamp war 1815 in Glasgow zur Ausbildung und hatte dort die Macht der Dampfmaschinen kennengelernt und es verstanden, sich die Qualitäten zur Führung eines Unternehmens anzueignen. Anstoß hierzu gab wahrscheinlich Jakob Aders, Mitinhaber des Bankunternehmens Brink, denn dieser besaß verwandtschaftliche Beziehungen nach London zu der Firma „James & Aders“. Über diese Beziehung kamen auch laufend Berichte der technischen Neuerungen aus England und die Zeitungen wurden interessiert studiert.
Zusammen mit Friedrich Harkort, der schon ein Kupferhammerwerk bei Hinsbeck betrieb, gründete Johann Heinrich Daniel Kamp am 18. September 1819 als eine der ersten Maschinenfabriken Deutschlands die mechanischen Werkstätten Harkort & Comp. in den Ruinen der Burg Wetter oberhalb von Wetter a. d. Ruhr. Nach englischem Vorbild und mit hauptsächlich englischen Arbeitern wurden dort Dampfmaschinen hergestellt. Die Lage war wohl nicht ganz optimal auf einem Berg gelegen, aber wahrscheinlich mit 2000 Taler relativ preiswert. Harkort besorgte auf einer Reise nach England 1819 zusammen mit Eduard Thomas, einem Engländer, die nötigen Fachkräfte und Maschinen, darunter eine Dampfmaschine für 822 Taler. Anfänglich fungierte Friedrich Harkort als technischer und kaufmännischer Leiter, Heinrich Kamp als Bankier mit etwa 10.000 Taler Einlage.

### Erste Erfolge und Niederlassungen
Die ersten Erfolge der Firma waren recht günstig. Es wurde alles hergestellt, was nachgefragt wurde, zum Beispiel Treppengeländer, Bügeleisen, Grabkreuze, Walzen, Öfen, Maschinenteile und natürlich auch Dampfmaschinen und Walzwerksanlagen. Es mussten neue Betriebe und Niederlassungen in Magdeburg, Berlin und Elberfeld (Julius Blank) ins Leben gerufen werden, die sich bald verselbstständigten. In Wetter a. d. Ruhr wurde noch ein Blechwalzwerk angelegt, 1826 ein Hochofen, 1827 ein Puddel- und Walzwerk, 1829/30 schließlich ein Hochofenwerk bei Olpe, die sogenannte Henriettenhütte, nach dem Namen von Kamps Frau benannt.
Besonders die Dampfmaschinen der Firma wurden berühmt, und schon 1821 konnte man zehn verschiedene Modelle anbieten bis zu einem Preis von 23.000 Taler. Es folgten Veröffentlichungen in Zeitungen und Besuche von Ministern, denn zu dieser Zeit wurden technische Entwicklungen in Preußen außerordentlich gefördert.

### Finanzielle Probleme und Umstrukturierung

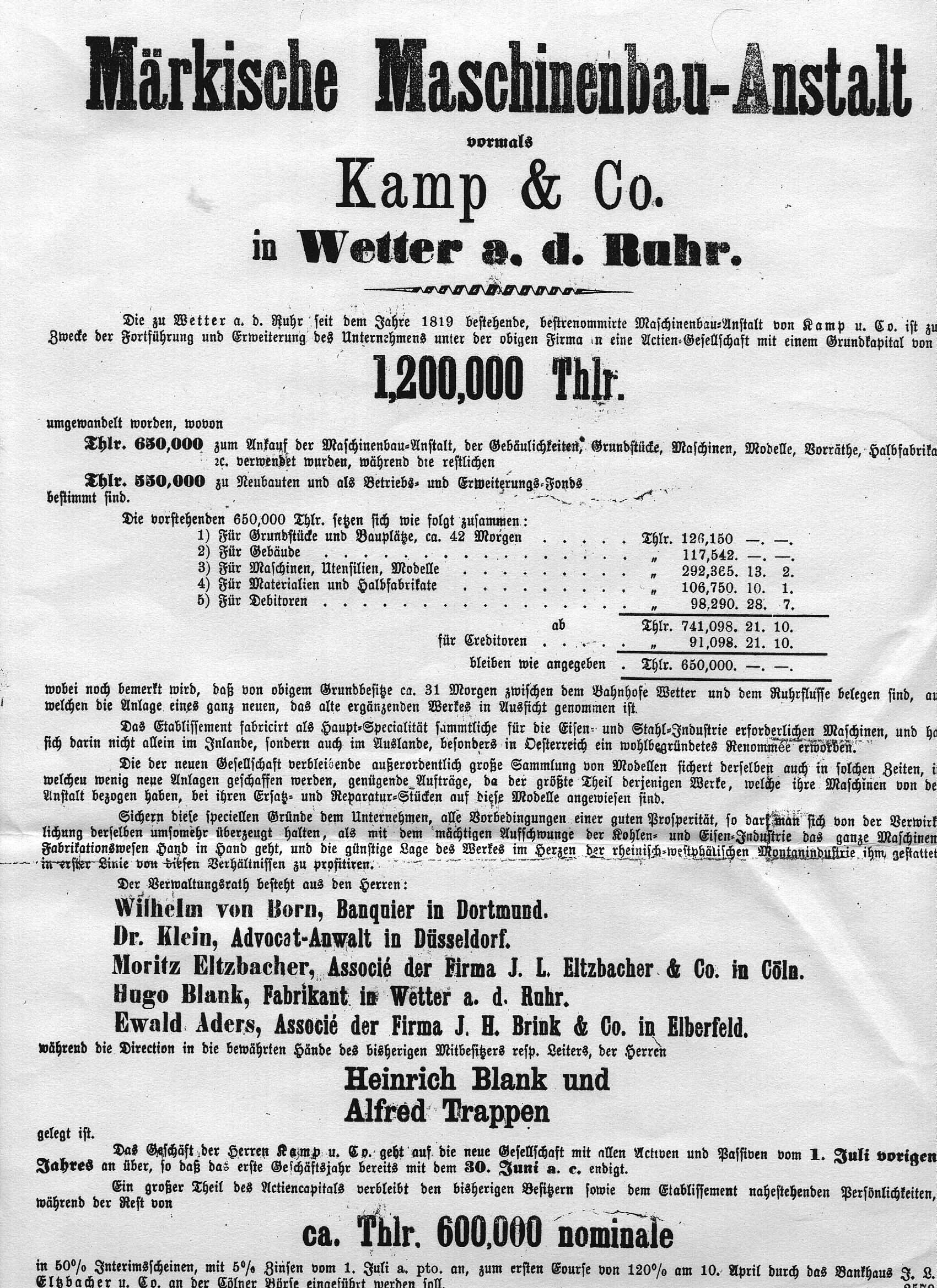
Ankündigung der Gründung der Aktiengesellschaft

Die Ausweitung der Firma ging aber nicht mit einer Ausweitung des Kapitals einher, und auch der Gewinn entsprach nicht dem eingesetzten Vermögen, so dass die mahnenden Briefe aus Elberfeld vom Bankhaus Kamp und Brink immer drängender wurden, doch mehr auf das Geld zu achten. Schließlich wurden die Zahlungen vorübergehend ganz eingestellt, und Harkort musste mit seinem eigenen Vermögen einspringen, was aber auch nicht ausreichte. Harkort war auch mehr auf Reisen, als dass er sich um die Firma gekümmert hätte, denn schon damals interessierten ihn technische Neuerungen und politische Vorgänge mehr als tägliche Unternehmensroutine. So kam es zum finanziellen Desaster, und Harkort musste am 10. Januar 1834 aus der Firma ausscheiden und noch eine Verpflichtung von 11.400 Taler übernehmen unter Verpfändung seiner Grundstücke in Wetter, die 15 Jahre später auf Antrag Kamps zwangsversteigert wurden. Ein trauriges Ende dieser bahnbrechenden Unternehmung, aber für Harkort nur eine Durchgangsstation für sein weiteres politisches Leben als Mitglied der Preußischen Nationalversammlung, Gründungsmitglied der Deutschen Fortschrittspartei und Mitgliedes des Norddeutschen Bundesparlamentes ab 1867.
Nun sah sich Johann Heinrich Daniel Kamp genötigt, die Firma selbst in die Hände zu nehmen und seinen ältesten Sohn Otto Kamp in dieselbe aufzunehmen. Am 1. Mai 1837 trat auch der zweite Sohn Hermann Kamp in die Firma ein und übernahm den Betrieb des Hammer- und Walzwerkes, da der Bruder Otto oft krank war und im Süden weilen musste. Am 1. Juli 1841 schließlich siedelte Julius Blank und Emilie Blank nach Wetter a. d. Ruhr über und trat in die Firma Kamp & Co. als leitender Kaufmann ein. 1851 übernahmen Otto und Hermann Kamp sowie Julius Blank die Firma von Johann Heinrich Daniel Kamp. 1853 wurde Julius Blank alleiniger Inhaber der Firma Kamp & Co. und führte diese bis zu seinem Tod 1865 unter gutem Erfolg weiter. Er nahm kurz vor seinem Tod seine Söhne Heinrich Blank und Julius Blank d. J. als Teilhaber auf und ernannte den langjährigen technischen Leiter Alfred Trappen zum Prokuristen. Dieser, ein Enkel aus Daniel Kamps zweiter Ehe, war 54 Jahre für die Firma tätig und einer der besten Konstrukteure, den die Firma je hatte. 1869 wurde das 50-jährige Jubiläum der Firma in Anwesenheit von Friedrich Harkort zusammen mit 25 Angestellten und 300 Arbeitern gefeiert. Die Arbeiter überreichten der Leitung einen silbernen Pokal und bekamen dafür eine Fahne und Gedichte.
Heinrich Blank war nun der leitende Kaufmann und Julius Blank d. J. der technische Leiter. Zusätzlich trat Hugo Blank, ein weiterer Bruder in die Firma ein und diese drei Brüder übernahmen die Firma nach dem Tode der Mutter Emilie Blank, geb. Kamp, bis sie 1873 wegen Kapitalknappheit in eine Aktiengesellschaft überführt werden musste. Bis 1896 führte Heinrich Blank zusammen mit Alfred Trappen noch die Firma, bis er auf Grund von Meinungsverschiedenheiten über die Bildung von Rücklagen mit einer Berliner Bank zurücktrat und noch bis 1906 in Wetter a. d. Ruhr als Rentner lebte.

### Übernahme und Fusion
Julius Blank d. J. war schon 1884 ausgeschieden und 1891 mit 56 Jahren gestorben. Der weitere Weg führte 1906 zur Übernahme durch die Märkische Maschinenbauanstalt Ludwig Stuckenholz unter der Leitung von Wolfgang Reuter und 1910 zur Vereinigung mit anderen Unternehmen unter der Firma Deutsche Maschinenfabrik AG mit Sitz in Duisburg, die später unter dem Namen Deutsche Maschinenbau Aktiengesellschaft (Demag) firmierte und 1973 durch Mannesmann übernommen wurde.